# Bátaszéki molyhos tölgy
A bátaszéki molyhos tölgy a Tolna vármegyei Bátaszék külterületén, a város belterületétől mintegy 2 km-re délnyugatra található Orbán-hegy nevű dűlőn a Szent Orbán-kápolna közvetlen környezetében álló fa, a molyhos tölgy (Quercus pubescens) fajhoz tartozik. 2015-ben „Az év fája” címet nyerte el Magyarországon, így 2016-ban részt vett „Az év európai fája” versenyen, amit szintén megnyert.
A bátaszéki Orbán-hegy egy domb, és ahhoz a dombvidékhez tartozik, amely a Duna árterét nyugatról kíséri, illetve a Mecsek hegységet keletről övezi. Az Orbán-hegyet szőlőhegynek is nevezik, mivel bortermő szőlővel beültetett. A Szent Orbán-kápolna mellett két nagy molyhos tölgyfa áll, de a kettő közül ez a fa az idősebb, korát 300–400 évre becsülik, s ezzel Bátaszék legöregebb fájának tartják. Magassága 17,5 m, törzskerülete pedig 4,5 m.

## Története
A kápolna mellett álló mindkét tölgyfa a domboldalt egykor borító tölgyerdő hírmondója: a Rákóczi-szabadságharcot követően szerb-horvát telepesek ültették be a dombot tölggyel, s a tölgyesben állatokat makkoltattak. Sümegi József diakónus, helytörténész szerint azonban az öreg tölgy már az 1600-as évek második felében, azaz még a török hódoltság idején élhetett. Német betelepülők építtették a kápolnát a tölgy mögé 1754-ben, hogy hálát adjanak az 1738-as pestisjárvány túléléséért.
A fát gyakran gondozták a földművesek: a száraz ágakat levágták róla, a megmaradt ágcsonkokat pedig befestették a kórokozók ellen.
Szokássá vált, hogy minden év május 25-én, Orbán napján a bátaszékiek elmennek a kápolnához és az öreg tölgyhöz, a fa törzsét pedig gazdagon meglocsolják borral azért, hogy a vidéken bőséges legyen a szőlő- és bortermés. Az öreg tölgy ezen kívül a történelmi és az emberi értékek megőrzőjét  is szimbolizálja Bátaszéken.